# Liste der Naturdenkmale in Teningen
| Naturdenkmale | Anzahl |
| ------------- | ------ |
| FND           | 3      |
| END           | 3      |
| Gesamt        | 6      |

Die Liste der Naturdenkmale in Teningen nennt die verordneten Naturdenkmale (ND) der im baden-württembergischen Landkreis Emmendingen liegenden Gemeinde Teningen. In Teningen gibt es insgesamt sechs als Naturdenkmal geschützte Objekte, davon drei flächenhafte Naturdenkmale (FND) und drei Einzelgebilde-Naturdenkmale (END).
Stand: 1. November 2016.

## Flächenhafte Naturdenkmale (FND)
| Name                     | Bild | Kennung     | Einzelheiten           | Position | Fläche Hektar | Datum         |
| ------------------------ | ---- | ----------- | ---------------------- | -------- | ------------- | ------------- |
| Hermannsbrunnen          | BW   | 83160430009 | Teningen               | ⊙        | 0,7           | 30. Okt. 1978 |
| Langleid                 | BW   | 83160430010 | Malterdingen, Teningen | ⊙        | 0,6           | 10. Apr. 1989 |
| Steinbrüche (Heimbach)   | BW   | 83160540002 | Teningen               | ⊙        | 0,9           | 26. Juli 1971 |
| Legende für Naturdenkmal |      |             |                        |          |               |               |

## Einzelgebilde (END)
| Name                           | Bild | Kennung     | Einzelheiten | Position | Fläche Hektar | Datum         |
| ------------------------------ | ---- | ----------- | ------------ | -------- | ------------- | ------------- |
| 1 Eiche, „Martin-Luther-Eiche“ | BW   | 83160430004 | Teningen     | ⊙        | 0,0           | 27. Nov. 1973 |
| 1 Kastanienbaum                | BW   | 83160430008 | Teningen     | ⊙        | 0,0           | 27. Nov. 1973 |
| 4 Linden                       | BW   | 83160430001 | Teningen     | ⊙        | 0,0           | 13. Feb. 1940 |
| Legende für Naturdenkmal       |      |             |              |          |               |               |